# Tilga (Hiiumaa)
Tilga is een plaats in de Estlandse gemeente Hiiumaa, provincie Hiiumaa. De plaats heeft de status van dorp (Estisch: küla).
Tot in oktober 2017 behoorde Tilga tot de gemeente Emmaste en sindsdien tot de fusiegemeente Hiiumaa.

## Bevolking
Het dorp had 34 inwoners op 31 december 2011 en 27 inwoners op 31 december 2021.

## Ligging
De plaats ligt aan de zuidkust van het eiland Hiiumaa. De Tugimaantee 83, de secundaire weg van Suuremõisa via Käina naar Emmaste (het westelijke buurdorp van Tilga), komt door Tilga.
Een deel van het dorp valt onder het natuurreservaat Tilga looduskaitseala (99,9 ha).

## Geschiedenis
Tilga werd voor het eerst vermeld in 1576 onder de naam Tilke Simon, een boerderij. In 1590 heette de boerderij Simon Tilkenena, in 1610 Tilckma en in 1798 Tilge. In 1844 was Tilga een dorp geworden onder de huidige naam. Volgens het Baltisches historisches Ortslexikon was Tilga al in 1798 een dorp en heette het toen al Tilga. Tilga lag op het landgoed Großenhof (Suuremõisa) en vanaf 1796 op het landgoed Emmast (Emmaste).
Tussen 1977 en 1997 maakte Tilga deel uit van het noordelijke buurdorp Prassi.